# Иван Франко
 Иван Јакович Франко (укр. Іван Якович Франко, изговара се [иˈвɑн ˈјɑковɪтʃ фрɐнˈкɔ]; 27. август 1856 – 28. мај 1916) био је украјински песник, писац, друштвени и књижевни критичар, књижевник, новинар, политички критичар филозофије, етнограф и аутор првих детективских романа и модерне поезије на украјинском језику.
Био је политички радикал и оснивач социјалистичког и националистичког покрета у западној Украјини. Поред сопственог књижевног дела, на украјински је преводио и дела познатих личности као што су Вилијам Шекспир, Лорд Бајрон, Педро Калдерон де ла Барка, Данте Алигијери, Виктор Иго, Адам Мицкјевич, Јохан Волфганг Гете и Фридрих Шилер. Заједно са Тарасом Шевченком, имао је огроман утицај на модерну књижевну и политичку мисао у Украјини.

## Биографија
Франко је рођен у украјинском селу Нагујевичи које се тада налазило у аустријској територији Галиција, данас део Дрогобичког округа, Лавовска област, Украјина . У детињству га је као Ивана крстио отац Јосип Левицки, познат као песник и аутор прве галичко-русинске Hramatyka, а који је касније због „оштрог језика“ био прогнан у Нагујевиче. Код куће су, међутим, Ивана звали Мирон због локалног сујеверног веровања да ће се неким другим именом избећи смрт. Франкова породица у Нагујевичима важила је за „имућну“, са својим слугама и 24 хектара имања.
Франко старији је наводно требао бити украјинизовани немачки колониста, или је бар сам Иван Франко веровао. То становиште подржава и Тимоти Снајдер који описује Јакива Франка као сеоског ковача немачког римокатоличког порекла. Снајдер је, међутим, навео да је мајка Ивана Франка била Пољакиња ситног племићког порекла, док детаљнији извори наводе да потиче из осиромашеног украјинског племићког порекла, из познате украјинске племићке породице Кулчицки и да је била у даљном сродству са хетманом Петром Конашевичем-Сагајдачним. Према Јарославу Хрицаку, Иван Франко је био мешовитог немачког, пољског и украјинског порекла.
Иван Франко је похађао школу у селу Јасеница Силна од 1862. до 1864. године, а одатле је похађао монашку школу у Дрогобичу до 1867. године. Његов отац је умро пре него што је Иван могао да заврши гимназију али је очух подржао Ивана у наставку школовања. Убрзо је, међутим, Франко остао потпуно без родитеља након што му је умрла и мајка, а потом је он остао да живи са потпуно неповезаним људима. Године 1875. дипломирао је на Дрохобичкој реалној школи, а наставио на Лавовском универзитету, где је студирао класичну филозофију, украјински језик и књижевност. На овом универзитету Франко је започео своју књижевну каријеру, разним песничким делима и романом ПPetriï i Dovbushchuky у издању студентског часописа Друх (Пријатељ), чијем се уредништву касније придружио.
Сусрет са Михаилом Драгомановим на Лавовском универзитету оставио је огроман утисак на Ивана Франка. Касније се развило у дуго политичко и књижевно удружење. Франкови сопствени социјалистички списи и његово дружење са Драгомановим довели су до његовог хапшења 1877, заједно са Михаилом Павликом и Остапом Терлецким, између осталих. Оптужени су да припадају тајној социјалистичкој организацији, која у ствари није постојала. Међутим, девет месеци затвора нису обесхрабрили његово политичко писање или активности. Франко је у затвору написао сатиру Сморхонска академија. Након пуштања на слободу, проучавао је дела Карла Маркса и Фридриха Енгелса, давао чланке у пољским новинама Праца ( Рад ) и помагао у организовању радничких група у Лавову. Франко и Павлик су 1878. године основали часопис Hromads'kyi Druh („Јавни пријатељ”). Само два броја су објављена пре него што га је влада забранила; међутим, часопис је поново рођен под именима Дзвин (Звоно) и Молот (Малет). Франко је објавио серију књига под називом Дрибна библиотека („Ситна библиотека“) од 1878. до другог хапшења због навођења сељака на грађанску непослушност 1880. године. После три месеца у затвору у Коломији, писац се вратио у Лавов. Његове утиске о овом изгнанству огледа се у његовом роману На Дни (На дну). Франко је по изласку на слободу држан под присмотром полиције. У сукобу са администрацијом, Франко је избачен са Лавовског универзитета, институције која ће након његове смрти бити преименована у Национални универзитет Ивана Франка у Лавову.
Франко је био активан сарадник часописа Свит (Свет) 1881. Он је написао више од половине материјала, искључујући непотписане уводнике. Касније те године, Франко се преселио у своје родне Нагујевиче, где је написао роман Захар Беркут, превео Гетеовог Фауста и Хајнеову песму Deutschland: ein Wintermärchen на украјински. Написао је и серију чланака о Тарасу Шевченку Шевченку и рецензирао збирку поезије Пантелејмона Кулиша. Франко је радио за часопис Зорја, а годину дана касније постао је члан уређивачког одбора листа Дило.
Франко се у мају 1886. оженио Кијевљанком Олгом Хоружинском, којој је посветио збирку Z vershyn i nyzyn (Од врхова и дна), књигу поезије и стихова. Пар је неко време живео у Бечу, где се Ивано Франко упознао са људима као што су Теодор Херцл и Томаш Масарик. Његова супруга је касније патила од исцрпљујуће менталне болести због смрти прворођеног сина Андреја, што је био један од разлога што Франко није отишао из Лавова на лечење у Кијев 1916. године, непосредно пре смрти.
Франко је 1888. био сарадник часописа Правда, што је, уз његово дружење са истомишљеницима из Дњепарске Украјине, довело до трећег хапшења 1889. После овог двомесечног затвора, са Михаилом Драгомановим и Михаилом Павликом суосновао је Русинско-украјинску радикалну странку. Франко је био кандидат Радикалне странке за места у парламенту Аустрије и Галицијској скупштини, али никада није победио на изборима.
Одбранио је докторску дисертацију на Универзитету у Бечу. Ментор му је био Ватрослав Јагић. Био професор украјинске књижевности на Универзитету у Лавову.
Након раскола у Радикалној странци, Франко је 1899. године заједно са лавовским историчарем Михаилом Хрушевским основао Националну демократску партију, у којој је радио до 1904. када се повукао из политичког живота.
Током 1902. студенти и активисти у Лавову су се осрамотили што Франко живи у сиромаштву и купили су му кућу у граду. Ту је живео преосталих 14 година живота. У кући се данас налази Музеј Ивана Франка.
Франко је 1904. године учествовао у етнографској експедицији у бојковским крајевима са Филаретом Колесом, Федиром Вовком и руским етнографом.
Године 1914. изашла је његова јубиларна збирка Pryvit Ivanovi Frankovi (Поздрав Ивану Франку) и збирка Iz lit moyeyi molodosti (Из година моје младости).
Последњих девет година свог живота Франко је ретко физички писао, јер је боловао од реуме која му је на крају паралисала десну руку.
Године 1916, Јозеф Застирец и Харалд Хјерне предложили су Франка за Нобелову награду за књижевност 1916, али је он умро пре него што се номинација остварила.

## Смрт
Франко је умро у сиромаштву у 16 часова 15. маја 1916. године. Они који су дошли да му одају почаст видели су га како лежи на столу прекривен ничим осим одрпаном чаршавом. Његову сахрану и погребну одећу платили су његови обожаваоци, а нико из породице није долазио да га посети. Франко је сахрањен на Личаковском гробљу у Лавову.

## Породица

### Жена
Олга Федоривна Хоружинска (м. 1886-1916), дипломирала на Институту племићких дама у Харкову и касније на двогодишњим вишим курсевима у Кијеву, знала је неколико језика и свирала клавир, преминула је 1941.
- Андриј Франко је преминуо у 27. години од срчане инсуфицијенције.
- Петро Франко (1890–1941), инжењер-хемичар, ратни ветеран, оснивач украјинског ратног ваздухопловства, украјински политичар, народни посланик у Врховној ради
  - Петро Франко је имао две ћерке које су након удаје промениле имена
- Тарас Франко, војни ветеран
  - Роланд Франко (1931—2021), украјински политичар,[10] дипломата, дипломац Кијевског политехничког института, његовим напорима 1996. Уједињено Краљевство је слободно пренело своју антарктичку станицу Фарадеј у Украјину касније преименовану у Академик Вернадски
  - Зеновиа Франко (1925—1991), украјински филолог[11] и истакнута личност украјинског националистичког покрета у време Совјетског Савеза[12]
  - Дарина Франко
- Хана Кључко (Франко)

Био је нашироко промовисан у Украјини током совјетског периода, посебно за своју песму „Каменијари“ која садржи револуционарне политичке идеје, због чега је добио надимак Камениар.

## Дела преведена на енглески
- What is Progress[13]
- How a Ruthenian Busied Himself in the Other World, How Yura Shykmanyuk Forded the Cheremosh, A Thorn in His Foot" and "As in a Dream[14]
- Mykytych's Oak Tree, The Gypsies, It's His Own Fault и The Forest Nymph[15]
- Hryts and the Young Lord, The Cutthroats, The Involuntary Hero и Тhe Raging Tempest[16]
- Unknown Waters и Lel and Polel[17]
- Fateful Crossroads[18]
- For the Home Hearth" and "Pillars of Society[19]
- From the Notes of a Patient", The High Life и The Postal Clerk"[20]
- Amidst the Just, Fatherland, The Jay's Wing и William Tell[21]
- Zakhar Berkut[22]

## Наслеђе
Године 1962. град Станиславив у западној Украјини (раније Станиславов, Пољска) преименован је у Ивано-Франковск у част песника.
Од новембра 2018. на делу Украјине под контролом Украјине било је 552 улице назване по Ивану Франку.
Такође је повезан са именом Камениар према наслову његове чувене песме „Камениари“ („Разбијачи камена“), посебно у време совјетског режима. Иако је био социјалиста, његови политички ставови углавном нису одговарали совјетској идеологији. Астроном Николај Черних је 8. априла 1978. године назвао астероид у част Франка - 2428 Камениар.
Његове бисте постављене су у Канади.
Године 2019. објављен је украјинско-амерички историјски акциони филм The Rising Hawk са буџетом од 5 милиона долара. Заснован је на историјској белетристичној књизи Захар Беркут Ивана Франка.